# Chabówko
Chabówko (deutsch Neu Falkenberg) ist ein Dorf in der Woiwodschaft Westpommern in Polen. Es gehört zur Gmina Bielice (Gemeinde Beelitz)  im Powiat Pyrzycki (Pyritzer Kreis).

## Geschichte
Bis 1945 bildete Neu Falkenberg eine Landgemeinde im Kreis Pyritz der preußischen Provinz Pommern. Zur Landgemeinde gehörten keine weiteren Wohnplätze. Die Gemeinde zählte im Jahre 1910 90 Einwohner, im Jahre 1925 95 Einwohner in 19 Haushaltungen, und im Jahre 1939 76 Einwohner.